# Cupa Cupelor 1988-1989
Sezonul 1988-1989 al Cupei Cupelor a fost câștigat de Barcelona, care a învins-o în finală pe Sampdoria.

## Rundă preliminară
| Echipa 1    | Scor gen. | Echipa 2 | Tur | Retur |
| ----------- | --------- | -------- | --- | ----- |
| Békéscsabai | 4–2       | Bryne    | 3–0 | 1–2   |

### Prima manșă
| Békéscsabai                   | 3 – 0 | Bryne |
| ----------------------------- | ----- | ----- |
| Gruborovics 10', 4' Csató 37' |       |       |

### A doua manșă
| Bryne                                  | 2 – 1 | Békéscsabai |
| -------------------------------------- | ----- | ----------- |
| Hellvik 44' (pen.) Meinseth 79' (pen.) |       | Kvaszta 35' |

## Prima rundă
| Echipa 1                 | Scor gen. | Echipa 2             | Tur | Retur |
| ------------------------ | --------- | -------------------- | --- | ----- |
| Derry City               | 0–4       | Cardiff City         | 0–0 | 0–4   |
| Glenavon                 | 2–7       | AGF Aarhus           | 1–4 | 1–3   |
| Fram Reykjavík           | 0–7       | Barcelona            | 0–2 | 0–5   |
| Flamurtari               | 2–4       | Lech Poznań          | 2–3 | 0–1   |
| Internacional Bratislava | 2–8       | CFKA Sredets Sofia   | 2–3 | 0–5   |
| Omonia                   | 0–3       | Panathinaikos        | 0–1 | 0–2   |
| Roda JC                  | 2–1       | Vitória de Guimarães | 2–0 | 0–1   |
| Borac Banja Luka         | 2–4       | Metalist Kharkiv     | 2–0 | 0–4   |
| Grasshopper              | 0–1       | Eintracht Frankfurt  | 0–0 | 0–1   |
| Sakaryaspor              | 2–1       | Békéscsaba Előre     | 2–0 | 0–1   |
| Mechelen                 | 8–1       | Avenir Beggen        | 5–0 | 3–1   |
| Metz                     | 1–5       | Anderlecht           | 1–3 | 0–2   |
| Floriana                 | 0–1       | Dundee United        | 0–0 | 0–1   |
| Dinamo București         | 6–0       | Kuusysi Lahti        | 3–0 | 3–0   |
| Carl Zeiss Jena          | 5–1       | Kremser              | 5–0 | 0–1   |
| Norrköping               | 2–3       | Sampdoria            | 2–1 | 0–2   |

### Prima manșă
| Derry City | 0 – 0 | Cardiff City |
| ---------- | ----- | ------------ |
|            |       |              |

| Glenavon   | 1 – 4 | AGF Aarhus                               |
| ---------- | ----- | ---------------------------------------- |
| McCann 17' |       | Mortensen 25' Pingel 52', 80' Rieper 67' |

| Fram Reykjavík | 0 – 2 | Barcelona        |
| -------------- | ----- | ---------------- |
|                |       | Roberto 33', 62' |

| KS Flamurtari | 2 – 3 | Lech Poznań                                  |
| ------------- | ----- | -------------------------------------------- |
| Ruci 40', 76' |       | Łukasik 32' Araszkiewicz 67' Glombiowski 89' |

| Internacional Bratislava     | 2 – 3 | CFKA Sredets Sofia         |
| ---------------------------- | ----- | -------------------------- |
| Moravec 44' Weiss 58' (pen.) |       | Penev 36', 38' (pen.), 78' |

| Omonia | 0 – 1 | Panathinaikos |
| ------ | ----- | ------------- |
|        |       | Mavridis 13'  |

| Roda JC                          | 2 – 0 | Vitória de Guimarães |
| -------------------------------- | ----- | -------------------- |
| Conceição 6' (o.g.) van Loen 87' |       |                      |

| Borac Banja Luka      | 2 – 0 | Metalist Kharkiv |
| --------------------- | ----- | ---------------- |
| Lemić 43' Lipovac 89' |       |                  |

| Grasshopper | 0 – 0 | Eintracht Frankfurt |
| ----------- | ----- | ------------------- |
|             |       |                     |

| Sakaryaspor         | 2 – 0 | Békéscsaba Előre |
| ------------------- | ----- | ---------------- |
| Pešić 35' Çolak 50' |       |                  |

| Mechelen                                                           | 5 – 0 | Avenir Beggen |
| ------------------------------------------------------------------ | ----- | ------------- |
| E. Koeman 59' Bosman 61' (pen.), 85' den Boer 77' Ohana 88' (pen.) |       |               |

| Metz      | 1 – 3 | Anderlecht                           |
| --------- | ----- | ------------------------------------ |
| Zanon 86' |       | Pfrunner 1' (o.g.) Krnčević 26', 83' |

| Floriana | 0 – 0 | Dundee United |
| -------- | ----- | ------------- |
|          |       |               |

| Dinamo București                            | 3 – 0 | Kuusysi Lahti |
| ------------------------------------------- | ----- | ------------- |
| Jäntti 12' (o.g.) Andone 72' Vaișcovici 75' |       |               |

| Carl Zeiss Jena                                  | 5 – 0 | Kremser |
| ------------------------------------------------ | ----- | ------- |
| Weber 19' Sträßer 48', 67' Merkel 53' Ludwig 78' |       |         |

| IFK Norrköping                | 2 – 1 | Sampdoria   |
| ----------------------------- | ----- | ----------- |
| P. Andersson 9' Hellström 86' |       | Carboni 50' |

### A doua manșă
| Cardiff City                         | 4 – 0 | Derry City |
| ------------------------------------ | ----- | ---------- |
| McDermott 20' Gilligan 47', 65', 76' |       |            |

| AGF Aarhus                           | 3 – 1 | Glenavon       |
| ------------------------------------ | ----- | -------------- |
| Pingel 26' Kristensen 65' Stampe 87' |       | McConville 88' |

| Barcelona                                              | 5 – 0 | Fram Reykjavík |
| ------------------------------------------------------ | ----- | -------------- |
| Lineker 9' Begiristain 23', 63' Roberto 65' Bakero 72' |       |                |

| Lech Poznań      | 1 – 0 | KS Flamurtari |
| ---------------- | ----- | ------------- |
| Araszkiewicz 25' |       |               |

| CFKA Sredets Sofia                                  | 5 – 0 | Internacional Bratislava |
| --------------------------------------------------- | ----- | ------------------------ |
| Penev 1' Stoichkov 3' Kostadinov 12', 38' Getov 21' |       |                          |

| Panathinaikos              | 2 – 0 | Omonia |
| -------------------------- | ----- | ------ |
| Dimopoulos 57' Nielsen 59' |       |        |

| Vitória de Guimarães | 1 – 0 | Roda JC |
| -------------------- | ----- | ------- |
| Roldão 27'           |       |         |

| Metalist Kharkiv                                 | 4 – 0 | Borac Banja Luka |
| ------------------------------------------------ | ----- | ---------------- |
| Tarasov 25', 62' Adzhoyev 78' (pen.) Yesipov 88' |       |                  |

| Eintracht Frankfurt | 1 – 0 | Grasshopper |
| ------------------- | ----- | ----------- |
| Bakalorz 32'        |       |             |

| Békéscsaba Előre    | 1 – 0 | Sakaryaspor |
| ------------------- | ----- | ----------- |
| Yiğitlik 49' (o.g.) |       |             |

| Avenir Beggen | 1 – 3 | Mechelen                             |
| ------------- | ----- | ------------------------------------ |
| Krings 65'    |       | Bosman 34' den Boer 51' Versavel 62' |

| Anderlecht                           | 2 – 0 | Metz |
| ------------------------------------ | ----- | ---- |
| Krnčević 47' van Tiggelen 73' (pen.) |       |      |

| Dundee United | 1 – 0 | Floriana |
| ------------- | ----- | -------- |
| Meade 69'     |       |          |

| Kuusysi Lahti | 0 – 3 | Dinamo București                         |
| ------------- | ----- | ---------------------------------------- |
|               |       | Vaișcovici 11' (pen.), 34' Răducioiu 71' |

| Kremser     | 1 – 0 | Carl Zeiss Jena |
| ----------- | ----- | --------------- |
| Studeny 24' |       |                 |

| Sampdoria              | 2 – 0 | IFK Norrköping |
| ---------------------- | ----- | -------------- |
| Salsano 37' Vialli 80' |       |                |

## A doua rundă
| Echipa 1            | Scor gen.   | Echipa 2         | Tur | Retur     |
| ------------------- | ----------- | ---------------- | --- | --------- |
| Cardiff City        | 1–6         | AGF Aarhus       | 1–2 | 0–4       |
| Barcelona           | 2–2 (5–4 p) | Lech Poznań      | 1–1 | 1–1 (aet) |
| CFKA Sredets Sofia  | 3–0         | Panathinaikos    | 2–0 | 1–0       |
| Roda JC             | 1–0         | Metalist Kharkiv | 1–0 | 0–0       |
| Eintracht Frankfurt | 6–1         | Sakaryaspor      | 3–1 | 3–0       |
| Mechelen            | 3–0         | Anderlecht       | 1–0 | 2–0       |
| Dundee United       | 1–2         | Dinamo București | 0–1 | 1–1       |
| Carl Zeiss Jena     | 2–4         | Sampdoria        | 1–1 | 1–3       |

### Prima manșă
| Cardiff City | 1 – 2 | AGF Aarhus         |
| ------------ | ----- | ------------------ |
| Gilligan 41' |       | Kristensen 8', 73' |

| Barcelona          | 1 – 1 | Lech Poznań   |
| ------------------ | ----- | ------------- |
| Roberto 26' (pen.) |       | Pachelski 71' |

| CFKA Sredets Sofia             | 2 – 0 | Panathinaikos |
| ------------------------------ | ----- | ------------- |
| Stoichkov 44' Penev 89' (pen.) |       |               |

| Roda JC          | 1 – 0 | Metalist Kharkiv |
| ---------------- | ----- | ---------------- |
| van der Luer 43' |       |                  |

| Eintracht Frankfurt              | 3 – 1 | Sakaryaspor         |
| -------------------------------- | ----- | ------------------- |
| Sievers 9' Balzis 33' Studer 44' |       | Yıldırım 87' (pen.) |

| Mechelen    | 1 – 0 | Anderlecht |
| ----------- | ----- | ---------- |
| Wilmots 89' |       |            |

| Dundee United | 0 – 1 | Dinamo București |
| ------------- | ----- | ---------------- |
|               |       | Mateuț 89'       |

| Carl Zeiss Jena | 1 – 1 | Sampdoria         |
| --------------- | ----- | ----------------- |
| Weber 38'       |       | Vialli 83' (pen.) |

### A doua manșă
| AGF Aarhus                              | 4 – 0 | Cardiff City |
| --------------------------------------- | ----- | ------------ |
| Pingel 15' Andersen 25', 75' Stampe 82' |       |              |

| Lech Poznań             | 1 – 1 (a.e.t.) 4–5 on penalties | Barcelona   |
| ----------------------- | ------------------------------- | ----------- |
| Kruszczyński 30' (pen.) |                                 | Roberto 45' |

| Panathinaikos | 0 – 1 | CFKA Sredets Sofia |
| ------------- | ----- | ------------------ |
|               |       | Penev 85'          |

| Metalist Kharkiv | 0 – 0 | Roda JC |
| ---------------- | ----- | ------- |
|                  |       |         |

| Sakaryaspor | 0 – 3 | Eintracht Frankfurt            |
| ----------- | ----- | ------------------------------ |
|             |       | Sievers 8' Binz 35' Schulz 65' |

| Anderlecht | 0 – 2 | Mechelen                |
| ---------- | ----- | ----------------------- |
|            |       | E. Koeman 18' Ohana 46' |

| Dinamo București | 1 – 1 | Dundee United |
| ---------------- | ----- | ------------- |
| Mateuț 9'        |       | Beaumont 79'  |

| Sampdoria                            | 3 – 1 | Carl Zeiss Jena |
| ------------------------------------ | ----- | --------------- |
| Vierchowod 23' Cerezo 42' Vialli 53' |       | Raab 50'        |

## Sferturi
| Echipa 1            | Scor gen.   | Echipa 2  | Tur | Retur     |
| ------------------- | ----------- | --------- | --- | --------- |
| AGF Aarhus          | 0–1         | Barcelona | 0–1 | 0–0       |
| CFKA Sredets Sofia  | 3–3 (4–3 p) | Roda JC   | 2–1 | 1–2 (aet) |
| Eintracht Frankfurt | 0–1         | Mechelen  | 0–0 | 0–1       |
| Dinamo București    | 1–1 (a)     | Sampdoria | 1–1 | 0–0       |

### Prima manșă
| AGF Aarhus | 0 – 1 | Barcelona   |
| ---------- | ----- | ----------- |
|            |       | Lineker 70' |

| CFKA Sredets Sofia           | 2 – 1 | Roda JC       |
| ---------------------------- | ----- | ------------- |
| Stoichkov 14' Kostadinov 14' |       | Boerebach 84' |

| Eintracht Frankfurt | 0 – 0 | Mechelen |
| ------------------- | ----- | -------- |
|                     |       |          |

| Dinamo București      | 1 – 1 | Sampdoria  |
| --------------------- | ----- | ---------- |
| Vaișcovici 16' (pen.) |       | Vialli 89' |

### A doua manșă
| Barcelona | 0 – 0 | AGF Aarhus |
| --------- | ----- | ---------- |
|           |       |            |

| Roda JC                   | 2 – 1 (a.e.t.) 3–4 (penalties) | CFKA Sredets Sofia |
| ------------------------- | ------------------------------ | ------------------ |
| Haan 38' van der Luer 54' |                                | Stoichkov 77'      |

| Mechelen    | 1 – 0 | Eintracht Frankfurt |
| ----------- | ----- | ------------------- |
| Wilmots 62' |       |                     |

| Sampdoria | 0 – 0 | Dinamo București |
| --------- | ----- | ---------------- |
|           |       |                  |

## Semi-finale
| Echipa 1  | Scor gen. | Echipa 2           | Tur | Retur |
| --------- | --------- | ------------------ | --- | ----- |
| Barcelona | 6–3       | CFKA Sredets Sofia | 4–2 | 2–1   |
| Mechelen  | 2–4       | Sampdoria          | 2–1 | 0–3   |

### Prima manșă
| Barcelona                                   | 4 – 2 | CFKA Sredets Sofia |
| ------------------------------------------- | ----- | ------------------ |
| Lineker 36' Amor 37' Bakero 49' Salinas 72' |       | Stoichkov 24', 67' |

| Mechelen             | 2 – 1 | Sampdoria  |
| -------------------- | ----- | ---------- |
| Ohana 11' Deferm 67' |       | Vialli 74' |

### A doua manșă
| CFKA Sredets Sofia | 1 – 2 | Barcelona            |
| ------------------ | ----- | -------------------- |
| Stoichkov 65'      |       | Lineker 25' Amor 81' |

| Sampdoria                          | 3 – 0 | Mechelen |
| ---------------------------------- | ----- | -------- |
| Cerezo 71' Dossena 85' Salsano 88' |       |          |

## Finala
| Barcelona                    | 2 – 0 | Sampdoria |
| ---------------------------- | ----- | --------- |
| Salinas 4' López Rekarte 79' |       |           |

## Golgheteri
| Loc | Nume               | Echipă             | Goluri |
| --- | ------------------ | ------------------ | ------ |
| 1   | Hristo Stoichkov   | CFKA Sredets Sofia | 7      |
| 2   | Lyuboslav Penev    | CFKA Sredets Sofia | 6      |
| 3   | Roberto            | Barcelona          | 5      |
| 3   | Gianluca Vialli    | Sampdoria          | 5      |
| 5   | Jimmy Gilligan     | Cardiff City       | 4      |
| 5   | Gary Lineker       | Barcelona          | 4      |
| 5   | Frank Pingel       | AGF Aarhus         | 4      |
| 5   | Claudiu Vaișcovici | Dinamo București   | 4      |
| 9   | John Bosman        | KV Mechelen        | 3      |
| 9   | Emil Kostadinov    | CFKA Sredets Sofia | 3      |
| 9   | Bjørn Kristensen   | AGF Aarhus         | 3      |
| 9   | Eddie Krnčević     | Anderlecht         | 3      |
| 9   | Eli Ohana          | KV Mechelen        | 3      |